# Primetime Emmy Award de la meilleure émission de divertissement
Le Primetime Emmy Award de la meilleure émission de divertissement (Primetime Emmy Award for Outstanding Variety Series) est une récompense de télévision décernée depuis 1951 au cours des Primetime Emmy Awards par l'Académie des arts et des sciences de la télévision.
Depuis 1994, tous les lauréats ont été des talk-shows de deuxième partie de soirée. The Daily Show a été le vainqueur pendant dix années consécutives de 2003 à 2012, un record de longévité dans l'histoire des Emmys. Il est battu en 2013 et 2014 par sa série dérivée, The Colbert Report.

## Palmarès
Note : L'année indiquée est celle de la cérémonie. Les lauréats sont indiqués en tête de chaque année et en caractères gras.

### Années 2000
- 2000 : Late Show with David Letterman
  - The Chris Rock Show
  - Dennis Miller Live
  - Politically Incorrect
  - The Tonight Show with Jay Leno

- 2001 : Late Show with David Letterman
  - The Chris Rock Show
  - The Daily Show with Jon Stewart
  - Politically Incorrect
  - Saturday Night Live

- 2002 : Late Show with David Letterman
  - The Daily Show with Jon Stewart
  - Politically Incorrect
  - Saturday Night Live
  - The Tonight Show with Jay Leno

- 2003 : The Daily Show with Jon Stewart
  - Late Night with Conan O'Brien
  - Late Show with David Letterman
  - Saturday Night Live
  - The Tonight Show with Jay Leno

- 2004 : The Daily Show with Jon Stewart
  - Chappelle's Show
  - Late Night with Conan O'Brien
  - Late Show with David Letterman
  - Saturday Night Live

- 2005 : The Daily Show with Jon Stewart
  - Da Ali G Show
  - Late Night with Conan O'Brien
  - Late Show with David Letterman
  - Real Time with Bill Maher

- 2006 : The Daily Show with Jon Stewart
  - The Colbert Report
  - Late Night with Conan O'Brien
  - Late Show with David Letterman
  - Real Time with Bill Maher

- 2007 : The Daily Show with Jon Stewart
  - The Colbert Report
  - Late Night with Conan O'Brien
  - Late Show with David Letterman
  - Real Time with Bill Maher

- 2008 : The Daily Show with Jon Stewart
  - The Colbert Report
  - Late Show with David Letterman
  - Real Time with Bill Maher
  - Saturday Night Live

- 2009 : The Daily Show with Jon Stewart
  - The Colbert Report
  - Late Show with David Letterman
  - Real Time with Bill Maher
  - Saturday Night Live

### Années 2010
- 2010 : The Daily Show with Jon Stewart
  - The Colbert Report
  - Real Time with Bill Maher
  - Saturday Night Live
  - The Tonight Show With Conan O'Brien

- 2011 : The Daily Show with Jon Stewart
  - The Colbert Report
  - Conan
  - Late Night with Jimmy Fallon
  - Real Time with Bill Maher
  - Saturday Night Live

- 2012 : The Daily Show with Jon Stewart
  - The Colbert Report
  - Jimmy Kimmel Live!
  - Late Night with Jimmy Fallon
  - Real Time with Bill Maher
  - Saturday Night Live

- 2013 : The Colbert Report
  - The Daily Show with Jon Stewart
  - Jimmy Kimmel Live!
  - Late Night with Jimmy Fallon
  - Real Time with Bill Maher
  - Saturday Night Live

- 2014 : The Colbert Report
  - The Daily Show with Jon Stewart
  - Jimmy Kimmel Live!
  - Real Time with Bill Maher
  - Saturday Night Live
  - The Tonight Show Starring Jimmy Fallon

- 2015 : Inside Amy Schumer
  - Drunk History
  - Key and Peele
  - Portlandia
  - Saturday Night Live

- 2016 : Last Week Tonight with John Oliver (HBO)
  - Comedians in Cars Getting Coffee (Crackle)
  - The Late Late Show with James Corden (CBS)
  - Jimmy Kimmel Live! (ABC)
  - Real Time with Bill Maher (HBO)
  - The Tonight Show Starring Jimmy Fallon (NBC)

- 2017 : Last Week Tonight with John Oliver (HBO)
  - Full Frontal with Samantha Bee (en) (TBS)
  - Jimmy Kimmel Live! (ABC)
  - The Late Show with Stephen Colbert (CBS)
  - The Late Late Show with James Corden (CBS)
  - Real Time with Bill Maher (HBO)

- 2018 : Last Week Tonight with John Oliver (HBO)
  - Le Daily Show (Comedy Central)
  - Full Frontal with Samantha Bee (TBS)
  - Jimmy Kimmel Live! (ABC)
  - The Late Late Show with James Corden (CBS)
  - The Late Show with Stephen Colbert (CBS)

- 2019 : Last Week Tonight with John Oliver (HBO)
  - The Daily Show with Trevor Noah (Comedy Central)
  - Full Frontal with Samantha Bee (TBS)
  - Jimmy Kimmel Live! (ABC)
  - The Late Late Show with James Corden (CBS)
  - The Late Show with Stephen Colbert (CBS)